# Nanowar
Nanowar of Steel (ранее Nanowar) — итальянская пародийная рок-группа из Рима, играющая хэви/пауэр-метал. Название группы является пародией на название известной хэви-метал-группы Manowar и означает «Боевые гномы» (итал. nano — «гном» + англ. war — «война»). Все участники выступают под псевдонимами.

## Стиль
Изначально, помимо собственных песен, группа исполняла пародийные кавер-версии произведений других исполнителей, в основном Manowar, Rhapsody, Iron Maiden, Metallica. Со временем акцент сместился на песни, написанные участниками группы, практически вытеснив каверы. Тексты их песен пародируют штампы металл-текстов с частыми повторениями слов «сталь», «огонь», «мощь», «смерть», «кровь», «власть», «пламя», «сила», «война» и т. п. Утрируя чрезвычайно патетичную лирику Manowar, Rhapsody, HammerFall и подобных групп, Nanowar пишут песни о «могучих воинах истинного стального металла», доводя до абсурда сочетания привычных слов и фраз.
Объектом их пародий является и борьба с «позёрами», характерная для группы Manowar, а также для некоторых блэк-метал-групп. После того, как группа Rhapsody добавила к своему названию «of Fire», Nanowar спародировали и это, добавив к своему логотипу слова «of Steel».

## Состав
- Мохаммед Абдул — Валерио Сторч (Valerio Storch), гитара, клавишные
- Гатто Панчери 666 — Эдоардо Карлези (Edoardo Carlesi), бас-гитара
- Уйнона Райдер — Алессандро Милоне (Alessandro Milone), ударные
- Потовотоминимак — Карло Альберто Фиачи (Carlo Alberto Fiaschi), вокал
- Мистер Баффо — Раффаэлло Вендитти (Raffaello Venditti), вокал, звуковые эффекты

## Дискография

### Студийные альбомы
- 2005 Other Bands Play, Nanowar Gay!
- 2010 Into Gay Pride Ride
- 2014 A Knight At The Opera
- 2018 Stairway to Valhalla
- 2021 Italian Folk Metal
- 2023 Dislike to False Metal

### Другие релизы
- 2003 True Metal of the World [демо-альбом]
- 2003 Triumph Of True Metal Of Steel [демо-альбом]
- 2005 Christmas With Nanowar [сингл]
- 2007 The Power Of The Power Of The Power Of The Power Of The Power Of The Power Of The Power Of The Great Sword [сингл]
- 2007 Made In Naples [концертный альбом на двух CD]
- 2012 Giorgio Mastrota [сингл]
- 2016 Tour-Mentone Vol.1 [EP]
- 2018 Esce Ma Non Mi Rosica [EP]